# Orygma luctuosum
Orygma
Genre
Espèce
Orygma luctuosum, unique représentant du genre Orygma, est une espèce d'insectes diptères brachycères de la famille des Sepsidae.

## Éthologie
Orygma luctuosum est une petite mouche d'Europe typiquement associée aux espèces Scathophaga intermedia, Coelopa frigida, Fucellia tergina, ainsi qu'à celles des genres Thoracochaeta et Chersodromia pour former l'entomofaune hautement spécialisée des goémons noirs (en) constitués de fucacées.
Elle vient pondre sur les algues mortes des laisses de mer dont ses larves vont se nourrir. Ces larves possèdent des trachées leur permettant de respirer dans l'air. Son cycle biologique, d'une durée de six mois, est calqué sur les grandes marées d'équinoxe.

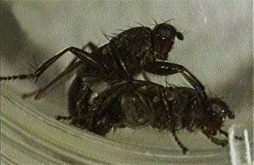
Accouplement de Orygma luctuosum.
- Accouplement de Orygma luctuosum.

## Classification
Le nom valide complet (avec auteur) de ce taxon est Orygma luctuosum Meigen, 1830.
Orygma luctuosum a pour synonymes :
- Eugenacephala ruficeps Curran, 1925
- Eugenacephala salsa Johnson, 1922
- Musca palpator Harris, 1780
- Psalidomyia fucicola Doumerc, 1833